# ペクチン
ペクチン (Pectin) とは、植物の細胞壁や中葉に含まれる複合多糖類で、ガラクツロン酸 （Galacturonic acid）が α-1,4-結合したポリガラクツロン酸が主成分である。ガラクツロン酸のカルボキシル基がメチルエステル (methyl ester) 化されたものをペクチン、メチルエステル化されていないものをペクチン酸 (Pectic acid) と呼ぶ。天然ではガラクツロン酸の一部にメチル化が見られ、人工的に脱エステル化することによってペクチン酸が得られる。ガラクツロン酸の他にも、いくつかの多様な糖を含むことが知られる。分子量は50,000 - 360,000で、特に植物の葉、茎、果実に含まれる。アンリ・ブラコノーによって1825年に初めて単離された。EDTA、クエン酸、シュウ酸などのキレート剤と共に加熱することで可溶化され、抽出される。
食品添加物として使用され、冷やすと甘味が増す。

## 構造
天然では以下の構造の異なる3つのドメインから構成される。

### ホモガラクツロナン
ホモガラクツロナン (Homogalacturonan, HG) は最も主となる構造。ガラクツロン酸のみの連続したα-1,4-結合。ガラクツロン酸のカルボキシル基へのメチルエステル化や水酸基へのアセチル化が存在し、構造に変化をもたらしている。エステル化されていないガラクツロン酸のカルボキシル基がカルシウムイオンと結合してゲル化するため、メチルエステル化の頻度が強度を決める要因となる。

### ラムノガラクツロナン‐I
ラムノガラクツロナン‐I (Rhamnogalacturonan-I, RG-I) は、ガラクツロン酸とラムノースのα-1,4/1,2-結合の繰り返し構造である。ラムノースからは、1,4-ガラクタン、1,3-アラビナンの側鎖が分岐している。

### ラムノガラクツロナン‐II
ラムノガラクツロナン‐II (Rhamnogalacturonan-II, RG-II) は、約30の糖からなる複雑な構造である。ガラクツロン酸、ラムノース、の他、アピオースやメトキシ化したグルクロン酸、フコースなどを含む。

## 食品添加物としてのペクチン
食品工業においては増粘安定剤（増粘多糖類）として使われており、サトウダイコン、ヒマワリ、アマダイダイ（オレンジ）、グレープフルーツ、ライム、レモン、またはリンゴなどから酸抽出される。ペクチンは酸性の食品にも使用できることから、ジャム・ゼリーなどのゲル化剤やヨーグルト飲料などの乳タンパク安定剤として使用される。カルシウムとのゲル化作用を直接利用する、フルーチェのような食品もある。また、食品添加物のペクチンは食品用に精製されたものであり、ミカンやオレンジなどペクチンを含む果物を牛乳と直接混ぜ合わせても凝固しない。

## 人体への作用
重金属中毒の治療にペクチンが使用されてきた歴史があり、科学的な立証も進んでいる。
粉末ペクチンが関節炎の痛みを和らげる効果も報じられている。
また、高齢者、逆流性食道炎や嚥下障害を持つ人に対してはしばしばとろみ（粘度が高く、流動性が低い状態）を加えた飲料が推奨されるが、ペクチンは、糖類と酸、カルシウムを混合してとろみをつける増粘剤としても販売されている。